# Nielsine Nielsen
Nielsine Nielsen (Svendborg, Dinamarca, 10 de juny del 1850 – Copenhaguen, 8 d'octubre de 1916) va ser la primera dona acadèmica i metge a Dinamarca.
Va graduar-se el 1885 i el 1889 va establir el seu consultori mèdic i va dedicar-se a la medicina general. Va ser molt activa en el moviment d'igualtat del gènere a través del seu treball en la Societat de Dones Daneses.

## Primers anys
Els seus pares van ser Lars Nielsen (1808–86), ric armador, i Karen Jensen (1811–82). Va criar-se a Svendborg. Durant la seva infantesa, el seu germà i la germana van morir de febre tifoide, i es diu que aquest fet va despertar el seu interès per la medicina.

## Carrera
El 1868, es forma sola per treballar de mestra al Frøknerne Villemoes-Qvistgaards Institut de Copenhaguen i després treballa com a governant fora de la capital durant un parell d'anys. El 1874, manté correspondència amb la metgessa sueca Charlotte Yhlen, la qual va aconsellar-li que es posés en contacte amb C. E. Fenger. membre del parlament danès, conegut pel seu suport als drets de les dones i que anteriorment havia donat suport a la primera dona telegrafista danesa, Mathilde Fibiger. Fenger va fer d'intermediari amb el ministeri d'educació perquè ella pogués estudiar.
El 1875, un decret reial va permetre l'accés de les dones a l'educació universitària. El 1877, Nielsine Nielsen i Johanne Gleerup van ser les primeres dones estudiants universitaris de Dinamarca. La Societat de Dones Daneses (Dansk Kvindesamfund) va concedir-li una petita prestació econòmica per als seus estudis. El 1885 obté el títol de metgessa.
Va començar a exercir la medicina a Copenhaguen i pensava especialitzar-se en ginecologia, però l'únic ginecòleg danès que hi havia en aquells temps, F. Howitz, no la va acceptar. No obstant això, el 1906 va ser nomenada especialista municipal en malalties venèries i es va comprometre en la defensa dels drets de les prostitutes.
Nielsine Nielsen va participar activament en el moviment feminista a través de l'esmentada Societat de Dones Daneses. Tanmateix, n'era crítica perquè la considerava massa moderada i va participar amb grups de dones més radicals. Els anys 1893-1898, va presidir l'associació per al sufragi de les dones (Kvindevalgretsforeningen).
El 1904, ella i Louise Nørlund, Birgitte Berg Nielsen i Alvilda Harbou Hoff van ser les primeres dones membres del Partit Liberal. El 1907, va ser una de les cofundadores de l'Associació Nacional per al Sufragi de les Dones (Landsforbundet per Kvinders Valgret). Va morir a Copenhaguen el 8 d'octubre de 1916.